# Austrodecus glaciale
Austrodecus glaciale là một loài nhện biển trong họ Austrodecidae. Loài này thuộc chi Austrodecus. Austrodecus glaciale được miêu tả khoa học năm 1907 bởi Hodgson.